# Pseudomyrmex alvarengai
Pseudomyrmex alvarengai es una especie de hormiga del género Pseudomyrmex, subfamilia Pseudomyrmecinae.

## Historia
Esta especie fue descrita científicamente por Kempf en 1961.